# TMK
 For alternative betydninger, se TMK (flertydig). (Se også artikler, som begynder med TMK)
TMK er en Kosovo albansk forkortelse for: Trupat Mbrojtëse të Kosovës, på engelsk: Kosovo Protection Corps, på dansk Kosovos Beskyttelseskorps.

## Etablering i 1999
Korpset blev etableret i 1999 efter afslutningen af NATO's intervention i Kosovo, Serbiens overgivelse og Sikkerhedsrådets vedtagelse af resolution 1244.
Den første KFOR-chef, den engelske general Mike Jackson stod på god fod med Agim Çeku, der var militær chef for UÇK. Jackson og Çeku har en stor del af æren for, at UÇK blev demobiliseret og omdannet til TMK.

## Forskellige formål og hensigter
Formålet med korpset er at være et slags civilforsvarskorps eller beredskabskorps, men der var (og er) adskillige Kosovo albanere, der så (og ser) korpset som begyndelsen på en selvstændig hær, dette er dog hidtil afvist af det internationale samfund.
En af hensigterne med at etablere korpset var dog også at opsuge mange af medlemmerne af UÇK og forhindre, at de engagerede sig i negativ virksomhed.
Langt de fleste af medlemmerne er etniske albanere, kun ganske få Kosovo serbere er blev tiltrukket af korpset og fastholdt i det.
Når medlemmerne er i tjeneste er de i en militært lignende uniform, rangbetegnelserne er militære (Agim Çeku tituleres general), og det er endelig tilladt nogle af medlemmerne at bære våben, i det mindste under særlige ceremonielle begivenheder.
TMK dannede officiel og uniformeret æresvagt ved præsident Rugovas båre i januar 2006.

## Efteruddannelse
Der er siden 1999 afholdt adskillige efteruddannelsesaktiviteter af beredskabsfaglig art for medlemmerne, og der har fra tid til anden været afholdt øvelser i samarbejde med KFOR.